# Carl Riedel

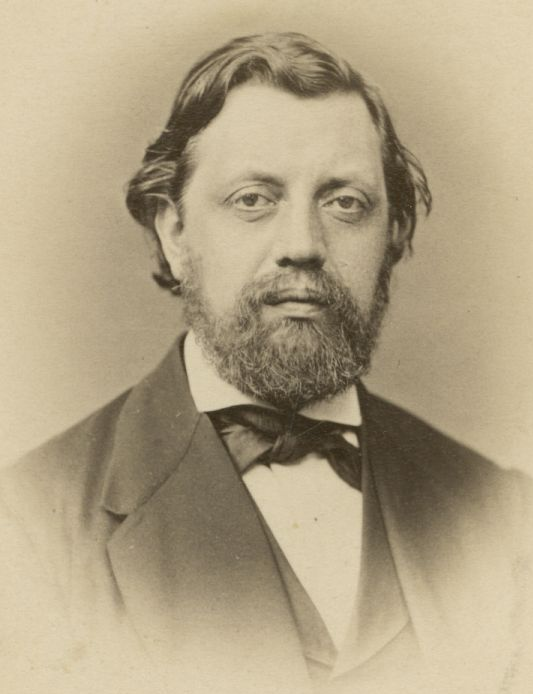
Carl Riedel.

Carl Riedel, född 6 oktober 1827 i Cronenberg, död 3 juni 1888 i Leipzig, var en tysk musiker. 
Riedel arbetade som gesäll vid ett sidenfärgeri i Zürich, då han plötsligt 1848 ändrade levnadsbana och studerade musik vid musikkonservatoriet i Leipzig. Han blev en ansedd musikalisk notabilitet, sedan han där 1854 stiftat den berömda "Riedelscher Verein" för uppförande av främst äldre kyrkliga sångverk. Han blev även president för "Allgemeiner deutscher Musikverein", grundläggare av "Leipziger Zweigverein", ordförande i "Wagnerverein" samt (1883) hedersdoktor vid universitetet. Han fick professors titel och utnämndes 1884 till hertiglig kapellmästare. 
Riedels kompositioner (visor och körer) är fåtaliga; däremot utgav han flera äldre verk och samlingar, såsom Heinrich Schütz passionsmusik och "Sieben Worte", Johann Eccards "Preussische Festlieder" samt Michael Praetorius "Weihnachtslieder" och "Altböhmische Hussiten- und Weihnachtslieder".